# Andreas Trum
Andreas Trum (* 28. November 1920 in Hochdorf; † 28. Mai 1947 in Landsberg am Lech) war ein deutscher SS-Oberscharführer und Blockführer im KZ Mauthausen.

## Leben
Andreas Trum war Sohn des Landwirts Johann Trum und seiner Ehefrau Katharina Trum. Nach sieben Klassen Volksschule besuchte er drei Jahre lang die Volksfortbildungsschule. Nach Beendigung seiner Schulzeit nahm er eine Stellung als Hausmeister in einem Hotel in Zwiesel an.
Zum 1. Januar 1938 wurde er Mitglied der Allgemeinen SS. Zum 25. Oktober 1940 wurde er in die Waffen-SS einberufen. Nach seiner Ausbildungszeit in Graz beim 2. Ersatzbataillon der Waffen-SS Regiments „Der Führer“ wurde Trum zur SS-Division „Das Reich“ versetzt. Mit seiner Einheit nahm er am Balkan- und Russlandfeldzug teil. Bei der Kesselschlacht bei Rschew wurde Trum im Februar 1942 schließlich schwer verwundet. Am 15. Dezember 1942 trat er seinen Dienst im  Kommandanturstab des KZ Mauthausen an. Zudem war er Blockführer und übernahm im Jahr 1943 den Posten des Arbeitsdienstführers. In dieser Funktion entschied er über die Zuteilung der Häftlinge in die einzelnen Arbeitskommandos. Er nahm an jeder Erschießung teil und schämte sich nicht einmal, den Häftling noch an der Exekutionsstätte zu misshandeln. Zum 1. November 1944 wurde er zum Oberscharführer befördert.
Am 28. Mai 1945 wurde er in Deggendorf festgenommen und in das US-Kriegsgefangenenlager in Moosburg gebracht. Bei seiner Vernehmung am 9. Februar 1946 leugnete Trum jegliche Eigeninitiative und berief sich auf den Befehlsnotstand. Am 13. Mai 1946 wurde er im Rahmen des Mauthausen-Hauptprozesses zum Tode durch den Strang verurteilt. Nach der Verkündung des Todesurteils schrieb seine Frau mehrere Gnadengesuche an den Oberkommandierenden der US Army in Europa, General Joseph T. McNarney. Die Gnadengesuche wurden abgelehnt. Das Urteil wurde am 28. Mai 1947 im Kriegsverbrechergefängnis Landsberg vollstreckt.